# Lin Cenholt
Lin Ea Cenholt (29 de enero de 1992) es una deportista danesa que compite en vela en la clase Nacra 17.
Ganó una medalla de plata en el Campeonato Mundial de Nacra 17 de 2019 y dos medallas de bronce en el Campeonato Europeo de Nacra 17, en los años 2018 y 2019.

## Palmarés internacional
| \| Campeonato Mundial \| Campeonato Mundial \| Campeonato Mundial \| Campeonato Mundial \| \| Año \| Lugar \| Medalla \| Clase \| \| ------------------ \| ------------------------ \| ------------------ \| ------------------ \| \| 2019 \| Auckland (Nueva Zelanda) \| Medalla de plata \| Nacra 17 \| \| Campeonato Europeo \| \| \| \| \| Año \| Lugar \| Medalla \| Clase \| \| 2018 \| Gdynia (Polonia) \| Medalla de bronce \| Nacra 17 \| \| 2019 \| Weymouth (Reino Unido) \| Medalla de bronce \| Nacra 17 \| |                          |                   |          |
| Campeonato Mundial |                          |                   |          |
| Año | Lugar                    | Medalla           | Clase    |
| 2019 | Auckland (Nueva Zelanda) | Medalla de plata  | Nacra 17 |
| Campeonato Europeo |                          |                   |          |
| Año | Lugar                    | Medalla           | Clase    |
| 2018 | Gdynia (Polonia)         | Medalla de bronce | Nacra 17 |
| 2019 | Weymouth (Reino Unido)   | Medalla de bronce | Nacra 17 |